# Somatina figurata
Somatina figurata là một loài bướm đêm trong họ Geometridae.